# Bourse de Maurice
Pour les articles homonymes, voir SEM.
La Bourse de Maurice (en anglais: Stock Exchange of Mauritius) (SEM) est une bourse en Maurice basée à Port-Louis. La SEM gère deux marchés: le Marché officiel et le Marché du développement et des entreprises (DEM). Quarante sociétés sont cotées sur le Marché officiel, représentant une capitalisation boursière de près de 5,3 milliards de dollars américains. Le DEM compte actuellement 48 sociétés cotées, avec une capitalisation boursière de près de 1,5 milliard de dollars américains au 31 juillet 2012. La SEM est l'une des principales bourses d'Afrique et est membre de la Fédération mondiale des bourses.

## Histoire
La loi de 1988 sur la bourse a instauré une bourse modeste mais florissante, gérée par la Stock Exchange of Mauritius Ltd (SEM), une société à responsabilité limitée. Elle a également instauré la Commission de la Bourse (SEC), qui contrôle et supervise les opérations boursières. Deux marchés sont opérationnels : la Cote officielle et le Marché de gré à gré (pour les actions non cotées). Environ 40 sociétés sont cotées à la Cote officielle et environ 80 sociétés sont cotées sur le Marché de gré à gré. Dix sociétés sont cotées pour leurs obligations. La bourse a classé ces sociétés en sept catégories: banques et assurances, industrie, investissements, sucre, commerce, loisirs, hôtellerie et transports. Deux fonds sont également cotés à la Bourse de Londres et à la Bourse de Maurice.
Le SEMDEX (indice boursier global) reflète la capitalisation de chaque action cotée, pondérée en fonction de sa part dans le marché total. Dans son calcul, la valeur actuelle du SEMDEX est exprimée par rapport à une période de référence, choisie au 5 juillet 1989, avec un indice de 100.
Les transactions ont lieu cinq jours par semaine et sont effectuées selon un système d'enchères à la criée, piloté par ordres et à prix unique. Chaque action (à l'exclusion des actions étrangères) est soumise à une limite de cours maximale de +/- 20 % par séance de négociation. Des frais de négociation de 1,25 % maximum sont appliqués aux transactions sur le marché. Il n'y a pas d'impôt sur les dividendes (à l'exception de la taxe de solidarité pour certains résidents mauriciens) ni sur les plus-values.
Des avancées majeures ont été réalisées avec la mise en place d'un nouveau système électronique de compensation et de règlement-livraison et l'introduction des transactions quotidiennes (fin 1997). Les développements futurs prévus comprennent l'introduction d'un nouveau système électronique de négociation et la cotation de nouveaux produits financiers en bourse. La SEM a récemment été promue du statut de bourse correspondante à celui de marché de valeurs mobilières affilié au sein de la Fédération Internationale des Bourses de Valeurs (FIBV). Elle est également membre fondateur de l'Association des Bourses Africaines (ASEA).
La SEM a été ouverte aux investisseurs étrangers en 1994 à la suite de l'abolition du contrôle des changes. Les investisseurs étrangers n'ont pas besoin d'autorisation pour négocier des actions, sauf si l'investissement vise à assurer le contrôle juridique ou managérial d'une société mauricienne. La seule restriction est que les investisseurs étrangers ne peuvent pas détenir plus de 15 % du capital d'une société sucrière. Le rapatriement des devises n'est soumis à aucun contrôle, et les devises sont entièrement convertibles et déterminées par le marché. Les règlements peuvent être effectués en devises étrangères et l'ouverture de comptes en devises étrangères à Maurice est possible. Il n'y a pas d'impôt sur les plus-values ni de retenue à la source sur les dividendes provenant des transactions sur les sociétés cotées,.
L'année 1998 a été marquée par la mise en place d'un système de dépôt central, dans lequel toutes les sociétés cotées sont enregistrées. Ce système permet un paiement contre livraison (DVP) sur une base tournante à T+3. La création d'une chambre de compensation, par l'intermédiaire de la Banque de Maurice, a permis la mise en place d'un fonds de garantie intégrant des mesures en cas de défaut de règlement des titres et des fonds. La bourse, en collaboration avec des conseillers internationaux, a élaboré de nouvelles règles de cotation et de reporting afin d'assurer une plus grande transparence aux investisseurs. Ces règles sont entrées en vigueur au cours du premier semestre 1998.